# Neofidonia nigristigma
Neofidonia nigristigma är en fjärilsart som beskrevs av W. Warren 1904. Neofidonia nigristigma ingår i släktet Neofidonia och familjen mätare. Inga underarter finns listade i Catalogue of Life.